# Dél-Szudán hívójelkörzetei
Dél-Szudán jelenleg (2024) nincs felosztva hívójelkörzetekre.
A Dél-Szudán számára az ITU a Z8 hívójelprefixet határozta meg.
| Prefix | Körzet | Hely/jelleg                                            | ITU zóna | CQ zóna | 1 szintű QTH lokátor |
| ------ | ------ | ------------------------------------------------------ | -------- | ------- | -------------------- |
| Z8     | [0..9] | Dél-Szudán                                             | 47       | 34      | KK, KJ               |
| ST     | 0      | Szudántól való elszakadás előtt Szudán 0. körzete volt | 47       | 34      | KK, KJ               |